# Tuba (Benguet)
Tuba és un municipi de la província filipina de Benguet a la regió de La Cordillera
Un cens de 2010 diu que la seva població és de 42.874 habitants.

## Barris
Tuba té 13 barangays en el seu territori:
- Ansagan
- Camp One
- Camp 3
- Camp 4
- Nangalisan
- Población
- Sant Pasqual
- Tabaan Nord
- Tabaan Sud
- Tadiangan
- Taloy Nord
- Taloy Sud
- Twin Peaks